# Seungmin
Kim Seung-min (en hangul, 김승민; en hanja, 金昇玟; romanización revisada, Kim Seung-min; McCune-Reischauer, Gim Sŭngmin; Seúl, 22 de septiembre de 2000), más conocido como Seungmin (승민), es un cantante y bailarín surcoreano. Es popularmente conocido por ser miembro del grupo Stray Kids.

## Biografía y carrera

### 2001-2018: Primeros años e inicios en su carrera musical
Seungmin nació el 22 de septiembre de 2000 en Seúl, Corea del Sur. Además de sus padres, tiene una hermana mayor. Su abuelo fue lanzador en el instituto, e inspirado por su ejemplo quiso convertirse en jugador de béisbol. Cuando tenía 9 años, fue fotografiado realizando el primer lanzamiento ceremonial en un partido de los SK Wyverns, un equipo de béisbol surcoreano. Pero debido al deterioro de la situación económica de la familia, tuvo que abandonar su sueño. Seungmin empezó a interesarse activamente por la música cuando estaba en cuarto grado, donde participó en un concurso de poesía infantil y cantó en un coro.
Durante varios meses vivió en Estados Unidos con su familia y estudió en una escuela de Los Ángeles durante algún tiempo. Tras regresar a su país natal, estudió en la Escuela Secundaria de Cheongdam, donde se graduó en febrero de 2019.
Cuando asistía al instituto, era muy amigo de Lee Dae-hwi. Antes de que Daehwi se uniera a la Escuela de Artes Escénicas de Seúl, se convirtió en un aprendiz de JYP Entertainment y esto inspiró a Seungmin a hacer una audición. En la decimotercera audición de JYP Entertainment en 2017, obtuvo el segundo puesto. Luego interpretó un cover de «Old Song» del cantante surcoreano Kim Dong-ryul.
En agosto del mismo año, se anunció que JYP junto con Mnet estaban preparando un nuevo reality show, que tenía como objetivo formar un grupo de chicos. La peculiaridad de este programa fue que desde el principio el grupo ya estaba formado y el objetivo de los chicos era debutar con nueve integrantes. Seungmin debutó como integrante de Stray Kids con el lanzamiento del EP I Am Not el 26 de marzo de 2018. Cuatro meses después, Seungmin junto con Han Hee-jun se unió como presentador del programa After School Club de Arirang TV, junto a Jamie. Tras veintidós episodios, dejó su puesto debido a la apretada agenda que tenía con su grupo.

### 2019-presente: Actividades en solitario
El 12 de julio de 2019, se estrenó el primer episodio de We K-pop, en el que Seungmin volvió a retomar su papel como presentador en compañía del comediante Kim Shin-young, Nichkhun de 2PM e Inseong de SF9.
Desde el 24 de noviembre de 2020, junto con Lee Know, fue invitado habitual del programa de radio Day6 Kiss the Radio. En el programa tenían una sección especial «¡Desafío! SKZ», en el que leyeron diferentes historias por roles, tras lo cual se determinó el ganador por votación de los empleados presentes en el programa, y el perdedor tuvo que realizar el castigo, cuyo vídeo fue subido posteriormente al canal de Instagram de la radio.
Como parte de la plataforma SKZ-Player, Seungmin y Changbin lanzaron la canción «Piece of a Puzzle» (조각) el 24 de marzo de 2021. La canción habla de los propios integrantes de Stray Kids, que siguen avanzando hacia su objetivo y no quieren perderse nada en su camino. Para la misma plataforma, se lanzó «Up All Night» (오늘 밤 나는 불을 켜) con Bang Chan, Felix y Changbin el 19 de junio.
El 26 de septiembre, se transmitió el décimo episodio del drama El amor es como el chachachá en tvN y Netflix, donde la banda sonora interpretada por Seungmin sonó en la escena final del episodio. La misma fue lanzada oficialmente en plataformas digitales el 10 de octubre. «Here Always» debutó en el octavo puesto de la lista US World Digital Songs de Billboard y fue incluida en la lista de las «15 mejores bandas sonoras de 2021» de Genius Korea.
El 5 de octubre, se informó que Seungmin durante tres semanas sería el DJ especial del programa Kiss the Radio tras la salida de Young K para su enlistamiento militar. Su primer invitado fue Lee Know; seguido por Minhyuk de BtoB el 12 de octubre; Soojin, Monday, Soeun y Jaehee de Weeekly; Onewe el 14, mientras que el 15 realizó la emisión sin ningún invitado. Posteriormente, se convirtió en nuevamente en invitado habitual del programa antes mencionado, que pasó a llamarse BtoB Day6 Kiss The Radio —siendo presentado por Minhyuk—. Aunque debido a su agenda con Stray Kids, tuvo su última aparición en el programa el 27 de diciembre.

## Discografía

### Canciones
| Título                                                                            | Año            | Mejor posición | Mejor posición | Ventas         | Álbum                            |                |                |
| Título                                                                            | Año            | COR            | EUA            | Ventas         | Álbum                            |                |                |
| Colaboraciones                                                                    | Colaboraciones | Colaboraciones | Colaboraciones | Colaboraciones | Colaboraciones                   | Colaboraciones | Colaboraciones |
| --------------------------------------------------------------------------------- | -------------- | -------------- | -------------- | -------------- | -------------------------------- | -------------- | -------------- |
| «Piece of a Puzzle» (조각) (con Changbin)                                         | 2021           | —              | —              | N/A            | SKZ-Replay                       |                |                |
| «Up All Night» (오늘 밤 나는 불 을 켜) (con Bang Chan, Changbin y Felix)          | 2021           | —              | —              | N/A            | SKZ-Replay                       |                |                |
| Bandas sonoras                                                                    |                |                |                |                |                                  |                |                |
| «Here Always»                                                                     | 2022           | —              | 8              | N/A            | El amor es como el chachachá OST |                |                |
| «–» indica que el lanzamiento no fue lanzado o no se posicionó en ese territorio. |                |                |                |                |                                  |                |                |

### Composiciones
| Canción                                                         | Año  | Álbum      | Artista    | Letras     | Letras                       | Música     | Música                                 |
| Canción                                                         | Año  | Álbum      | Artista    | Acreditado | Con                          | Acreditado | Con                                    |
| --------------------------------------------------------------- | ---- | ---------- | ---------- | ---------- | ---------------------------- | ---------- | -------------------------------------- |
| «4419»                                                          | 2018 | Mixtape    | Stray Kids | Yes        | 3Racha, Hyunjin              | No         | —                                      |
| «My Universe» (Changbin, Seungmin, I.N)                         | 2020 | Go Live    | Stray Kids | Yes        | Iggy, Ung Kim, Changbin, I.N | No         | —                                      |
| «Gone Away»                                                     | 2021 | Noeasy     | Stray Kids | Yes        | Han, I.N                     | Yes        | Han, I.N, Armadillo, Gump              |
| «Waiting for Us» (피어난다; Bang Chan, Lee Know, Seungmin, I.N) | 2022 | Oddinary   | Stray Kids | Yes        | Bang Chan, Lee Know, I.N     | Yes        | Bang Chan, Lee Know, I.N, Nickko Young |
| «Can't Stop» (나 너 좋아하나봐; Seungmin, I.N)                  | 2022 | Maxident   | Stray Kids | Yes        | I.N, Hong Ji-sang            | Yes        | I.N, Hong Ji-sang                      |
| «Stars and Raindrops» (내려요)                                  | 2023 | SKZ-Replay | Stray Kids | Yes        | Hong Ji-sang                 | Yes        | Hong Ji-sang                           |
| «Novel»                                                         | 2023 | The Sound  | Stray Kids | Yes        | KM-Markit                    | Yes        | Bang Chan, Nickko Young                |

## Filmografía

### Programas de televisión
| Año  | Título                 | Cadena     | Nota(s)                                            |
| ---- | ---------------------- | ---------- | -------------------------------------------------- |
| 2017 | Stray Kids             | Mnet       | Competidor                                         |
| 2018 | After School Club      | Arirang TV | Presentador con Han Hee-jun y Jamie                |
| 2019 | We K-pop               | KBS World  | Presentador con Kim Shin-young, Nichkhun e Inseong |
| 2021 | Kingdom: Legendary War | Mnet       | Ganador                                            |
| 2022 | LeeMujin Service       | KBS        | Invitado                                           |
| 2022 | I Can See Your Voice   | Mnet       | Invitado con Lee Know                              |
| 2023 | King of Mask Singer    | MBC        | Competidor                                         |